# Lamborghini LM 002
LM002 è un veicolo fuoristrada prodotto dalla Lamborghini dal 1986 al 1993, derivato dal prototipo Lamborghini LMA-002, a sua volta nato dalle ceneri del progetto Lamborghini LM 001, e del precedente Cheetah, del 1977 (quest'ultimo era un veicolo costruito per rispettare  specifiche tecniche dell'esercito statunitense).

## Caratteristiche
Si tratta di un fuoristrada di grandi dimensioni (4900×2000×1815 mm), prodotto in 301 pezzi; visto il successo negli Stati Uniti, gli ultimi 60 vennero prodotti in versione speciale per quel mercato. L'LM002 montava il motore V12 da 5167 cm³ e 420 CV, accoppiato ad un cambio manuale a 6 rapporti più  'riduttore', e alla trazione integrale permanente con tre differenziali.
Aggravato dal peso notevole (2600 kg a vuoto) e dall'elevato CX, i consumi rappresentavano il punto debole del veicolo, a causa della 'limitata' capacità del serbatoio (160 l.). La percorrenza media si attestava intorno ai 5 km con un litro, ma si poteva scendere sotto il km/l nel fuoristrada estremo. La vettura aveva prestazioni da berlina veloce, con una velocità di punta di 208 km/h, e una accelerazione da 0 a 100 in 7,8 secondi.
Nelle intenzioni della casa era prevista anche la partecipazione alla Parigi-Dakar. Allo scopo, venne prodotto un esemplare opportunamente modificato che, tuttavia, affidato a Sandro Munari, proprio per problemi di consumo carburante, riuscì solo a partecipare a un paio di rally in Grecia ed Egitto,  prima di essere ritirata dalle competizioni.
Essendo un veicolo 'limite', unico nel panorama automobilistico, la Pirelli dovette progettare degli pneumatici ad-hoc, chiamati 'Skorpion', che, anche sgonfi, consentivano al mezzo di poter avanzare fino a una velocità di 100 km/h. La carrozzeria fu costruita dalla ditta basca Irizar, specializzata nell'allestimento di autobus. Tra gli optional vi era il verricello da montare sul frontale anteriore.

## Varianti
Dalla LM002 furono derivate la LM003, un prototipo rimasto esemplare unico che differiva per l'unità propulsiva, un motore turbodiesel 5 cilindri da 3,6 litri e 150 CV prodotto dalla VM Motori di Cento (FE) (rivelatosi inadatto alla massa di 2.700 kg del veicolo) e la LM004, un altro prototipo  costruito per l'interessamento dell'Arabia saudita a usarlo come veicolo veloce per il controllo delle frontiere desertiche; era equipaggiato dal V12 da 7.2 litri (circa 700 cv) che la Lamborghini usava sulle imbarcazioni vincitrici di numerosi titoli mondiali nelle competizioni "off-shore"

## Curiosità
- La LM002 durante dimostrazioni per la stampa si dimostrò in grado di trainare un carro armato Leopard con la trasmissione inserita; inoltre, durante le prove nel deserto  si dimostrò in grado di fare inversione a U sulle dune. Il primo esemplare di serie fu consegnato a Re Hassan II° del Marocco.
- La vettura, soprannominata Lambo Rambo (uno dei proprietari è stato proprio Sylvester Stallone), è stata inserita nella lista delle 50 peggiori automobili di sempre redatta dalla rivista Time, a causa della sua "pessima clientela"[5].